# Vielle-Soubiran
Vielle-Soubiran é uma comuna francesa na região administrativa da Nova Aquitânia, no departamento de Landes. Estende-se por uma área de 32,71 km². Em 2010 a comuna tinha 232 habitantes (densidade: 7,1 hab./km²).